# Robert De Veen
Robert Deveen, (nom officiel: Louis Robert Deveen) est un footballeur international et entraîneur belge né le 25 mars 1886 à Bruges et mort le 8 décembre 1939 à Bruges.

## Biographie
Robert Deveen a joué au FC Brugeois au poste d'attaquant. Les Blauw-Zwart terminent aux places d'honneur du championnat belge avant la guerre 14-18 et l'attaquant est meilleur buteur du Championnat de Belgique en 1905 et 1906.
Il a marqué 26 buts en 23 matches avec l'équipe de Belgique entre 1906 et 1913.
À l'occasion de sa première sélection, le 22 avril 1906 à Paris contre la France, il inscrit 2 des 5 buts belges. Sept jours plus tard contre les Pays-Bas à Anvers, il marque le premier coup du chapeau de l'histoire du football belge. 
La France lui réussit particulièrement puisqu'au cours d'une autre victoire belge (7-1) contre les Bleus, le 30 avril 1911 à Bruxelles, il marque 5 buts.
Après sa carrière de joueur, Deveen est devenu entraîneur, notamment à l'Olympique lillois de 1932 à 1934, du Racing Club de Lens de 1934 à 1935 et du FC brugeois de 1938 à 1939. Ses fils Bob et Florimond étaient également joueurs de football.

## Palmarès

### En tant que joueur
- International belge de 1906 à 1913 (23 sélections et 26 buts marqués)
- première sélection: le 22 avril 1906, France-Belgique, 0-5 (match amical, il marque deux buts)
- Vice-Champion de Belgique  en 1906, 1910 et 1911 avec le FC Brugeois
- Meilleur buteur du Championnat de Belgique en 1905 (? buts) et 1906 (26 buts)
- Finaliste de la coupe de Belgique en 1914 avec le FC Brugeois

### En tant qu'entraîneur
- Champion de France en 1933 avec l'Olympique Lillois